# Benamargosa
Benamargosa település Spanyolországban, Málaga tartományban. Benamargosa Almáchar, Cútar, Viñuela és Vélez-Málaga községekkel határos. Lakosainak száma 1552 fő (2024).

## Népesség
A település népessége az elmúlt években az alábbi módon változott:
| Lakosok száma | 1548 | 1539 | 1631 | 1631 | 1634 | 1489 | 1532 | 1514 | 1519 | 1552 |
|               | 2001 | 2004 | 2007 | 2009 | 2012 | 2014 | 2017 | 2019 | 2022 | 2024 |